# Stasys Baranauskas
Stasys Baranauskas (* 7. Mai 1962 in Kaunas) ist ein ehemaliger litauischer Fußballspieler und nunmehriger -trainer.

## Karriere

### Als Spieler

#### Verein
Baranauskas begann seine Karriere bei Ekranas Panevėžys. 1980 wechselte er zum FK Žalgiris Vilnius, bei dem er neun Jahre lang spielte. Im Januar 1990 wechselte er nach Israel zu Hapoel Petach Tikwa. Im Januar 1991 wechselte er nach Österreich zum unterklassigen ASKÖ Pasching. Zur Saison 1991/92 schloss er sich dem Zweitligisten SK Austria Klagenfurt. Für die Kärntnern kam er zu 20 Einsätzen in der 2. Division, in denen er sieben Tore erzielte.
Nach einem halben Jahr in Klagenfurt wechselte er im Januar 1992 zum Ligakonkurrenten Favoritner AC. Für die Wiener absolvierte er zwölf Zweitligapartien und machte vier Tore. Zur Saison 1992/93 wechselte er weiter innerhalb der zweithöchsten Spielklasse zum Stadtrivalen First Vienna FC. In eineinhalb Spielzeiten bei der Vienna kam er zu 45 Einsätzen. Im Januar 1994 wechselt er zum Wiener Landesligisten SV Gerasdorf. Mit Gerasdorf stieg er am Saisonende in die Regionalliga auf. Nach dem Regionalligaaufstieg tauschte Gerasdorf die Lizenz mit dem Wiener Sport-Club, wodurch der Verein direkt in die 2. Division aufstieg. In der zweiten Liga kam Baranauskas zu 23 Einsätzen für den Verein.
Im Sommer 1995 kehrte er wieder nach Litauen zu Ekranas Panevėžys zurück. Zwischen 1996 und 1997 spielte er für den FK Kareda. Nach einer Saison beim FK Panerys Vilnius beendete er nach der Saison 1997/98 seine Karriere.

#### Nationalmannschaft
Baranauskas absolvierte nach der Unabhängigkeit Litauens zwischen 1992 und 1993 14 Spiele für die Nationalmannschaft.

### Als Trainer
Baranauskas trainierte zwischen April 2011 und Mai 2012 den FK REO Vilnius. Mit REO stieg er 2012 in die A lyga auf, nach nur einem Sieg in zwölf Spieltagen trennte sich der Verein von ihm.